# دكتور مانهاتن
دكتور مانهاتن (بالإنجليزية: Doctor Manhattan)‏ شخصية خيالية ظهرت في مجلات الكومكس الأمريكية التابعة لشركة DC دي سي كومكس ظهر لأول مرة ضمن أعداد القصص القصير الخاصة بالمراقبون يعد الدكتور مانهاتن من اختراع الكاتب آلان مور والرسام ديف جيبوسن .
الدكتور مانهاتن هو جونثان اوستيرمان عالم فيزيائي نووي والذي في عام 1959 تحول إلى الكائن الأسمى على الأغلب في عوالم DC. أُجبر على العمل لصالح الحكومة وبذلك حصل على لقب دكتور مانهاتن لعمله على مشروع مانهاتن وهو الشخصية الوحيدة في القصة التي تملك القوى العظمى.
صور المراقبون (فيلم 2009) والذي اخرجه زاك سنايدر وتواجد فيه الدكتور مانهاتن والذي ادى دوره الممثل بيلي كرودب